# Lumor Agbenyenu
Lumor Agbenyenu (15 d'agost de 1996), més conegut com a Lumor, és un futbolista professional ghanés que juga com a lateral esquerre per l'SV Ried.